# Sistema endocrí
El sistema endocrí o sistema hormonal és un conjunt d'òrgans i teixits de l'organisme que alliberen un tipus de substàncies anomenades hormones i està constituït a més d'aquestes, per cèl·lules especialitzades i glàndules endocrines. Actua com una xarxa de comunicació cel·lular que respon als estímuls alliberant hormones i és l'encarregat de diverses funcions metabòliques de l'organisme.
Els òrgans i glàndules del sistema endocrí produeixen, emmagatzemen i secreten hormones; les hormones fabricades s'utilitzen internament en el cos i la seva acció pot tardar a manifestar-se. Totes les hormones produïdes estan interrelacionades. Perquè el procés funcioni de manera adequada necessita glàndules que produeixen les substàncies necessàries, un flux de sang per a transportar les hormones al llocs de recepció i un sistema, regit per l'hipotàlem, per a controlar com es produeixen i utilitzen.
Les hormones secretades per les glàndules endocrines regulen el creixement, el desenvolupament i les funcions de molts teixits, i coordinen els processos metabòlics de l'organisme. L'endocrinologia és la ciència que estudia les glàndules endocrines, les substàncies hormonals que produeixen aquestes glàndules, els seus efectes fisiològics, així com les malalties i trastorns deguts a alteracions de la seva funció.
El sistema endocrí està constituït per una sèrie de glàndules freturoses de ductes. Un conjunt de glàndules que s'envien senyals químics mútuament són coneguts com un eix; un exemple és l'eix hipotalàmic-hipofisiari-suprarenal. Les glàndules més representatives del sistema endocrí són la hipòfisi, la glàndula tiroide i la suprarenal. Les glàndules endocrines en general comparteixen característiques comunes com la manca de conductes, alta irrigació sanguínia i la presència de vacúols intracel·lulars que emmagatzemen les hormones. Això contrasta amb les glàndules exocrines com les salivals i les del tracte gastrointestinal que tenen escassa irrigació i posseeixen un conducte o alliberen les substàncies a una cavitat.
A part de les glàndules endocrines especialitzades per aquesta funció, existeixen altres òrgans com el ronyó, fetge, cor i les gònades, que fan una funció endocrina secundària. Per exemple el ronyó segrega hormones endocrines com l'eritropoetina i la renina.
La paraula endocrí deriva de les paraules gregues ἐνδο- endo "dins" i krinein κρίνειν "separar, distingir".

## Funcions del sistema endocrí
Entre les principals funcions trobem:
- Controlar la intensitat de les funcions químiques a les cèl·lules.
- Regir el transport de substàncies a través de les membranes de les cèl·lules.
- Regular l'equilibri (homeostasi) de l'organisme.
- Fer aparèixer els caràcters sexuals secundaris.
- Altres aspectes del metabolisme de les cèl·lules, com el creixement i la secreció.

El sistema endocrí, nerviós i reproductiu junt amb els ronyons, els intestins, el fetge i el greix ajuden a mantenir i controlar:
- Els nivells d'energia del cos
- La reproducció
- El creixement i desenvolupament
- L'equilibri intern (homeostasi)
- Les reaccions a les condicions ambientals

## Sistemes endocrins principals
El sistema endocrí humà consta de diversos sistemes que funcionen mitjançant bucles de retroalimentació. Diversos sistemes de retroalimentació importants estan mediats a través de l'hipotàlem i la hipòfisi.
- TRH – TSH – T3/T4
- GnRH – LH/FSH – hormones sexuals
- CRH – ACTH – cortisol
- Renina-angiotensina-aldosterona
- Leptina vs grelina

## Anatomia

Glàndules situades al sistema nerviós central i al coll, amb les hormones que s'hi produeixen

El sistema endocrí està format per un seguit de glàndules endocrines que segreguen a la sang els productes que produeixen: les hormones. Els sistema endocrí fa funcions de control que se sumen a l'acció del sistema nerviós, però així com el control que exerceix el sistema nerviós es manifesta de manera ràpida, els efectes dels processos que controla el sistema endocrí necessiten temps per manifestar-se, de vegades anys. Tanmateix hi ha hormones com l'adrenalina que poden provocar efectes molt ràpids, com en el cas de la resposta del cos a la por o a una situació de perill.
As Però en general, les glàndules endocrines regulen processos de llarga durada com el metabolisme o el creixement.
A diferència de les glàndules exocrines, les glàndules endocrines no disposen de conductes per secretar els seus productes, funcionen agafant productes de la sang i tornant a la sang els que produeixen.

### Hipotàlem
Aquesta glàndula del sistema nerviós central està situada a sobre de la hipòfisi i el seu paper fonamental és el de fer d'intermediari entre el sistema nerviós i el sistema endocrí, produeix tot un seguit d'hormones, la majoria actuen sobre la hipòfisi, que provoquen que s'alliberin d'altres hormones.
| Hormona secretada                                                        | Abreviatura | Produïda per                                        | Funció |
| ------------------------------------------------------------------------ | ----------- | --------------------------------------------------- | --- |
| Hormona alliberadora de tirotropina (hormona alliberadora de prolactina) | TRH o TSHRH | Neurones neurosecretors parvocel·lulars             | Estimula l'alliberament de l'hormona estimulant de tiroide (TSH) de l'adenohipòfisi (principalment) Estimula l'alliberament de prolactina de l'adenohipòfisi    |
| Dopamina (hormona inhibidora de prolactina)                              | DA          | Neurones productores de dopamina del nucli arcuat   | Inhibeix l'alliberament de prolactina de l'adenohipòfisi |
| Hormona alliberadora de somatotropina (somatocrinina)                    | GHRH        | Cèl·lules neuroendocrines del nucli arcuat          | Estimula l'alliberament de hormona del creixement (GH) de l'adenohipòfisi                                                                                       |
| Somatostatina (hormona inhibidora de l'hormona de creixement)            | GHIH        | Cèl·lules neuroendocrines del nucli periventricular | Inhibeix l'alliberament de l'hormona de creixement (GH)] de l'adenohipòfisi Inhibeix l'alliberament de l'hormona estimulant de tiroide (TSH) de l'adenohipòfisi |
| Hormona alliberadora de gonadotropina                                    | GnRH o LHRH | Cèl·lules neuroendocrines de l'àrea preòptica       | Estimula l'alliberament de hormona fol·liculoestimulant (FSH) de l'adenohipòfisi Estimula l'alliberament de la hormona luteïnitzant (LH) de l'adenohipòfisi     |
| Hormona alliberadora de corticotropina                                   | CRH o CRF   | Neurones neurosecretors parvocel·lulars             | Estimula l'alliberament de hormona adrenocorticòtropa (ACTH) de l'adenohipòfisi                                                                                 |
| Oxitocina                                                                |             | Cèl·lules neurosecretors magnocel·lulars            | Contracció uterina Lactància materna |
| Vasopressina (hormona antidiurètica)                                     | ADH o AVP   | Neurones neurosecretors parvocel·lulars             | Incrementa la permeabilitat a l'aigua en el túbul contort distal i el conducte col·lector de la nefrona, promovent la reabsorció d'aigua i el volum sanguini    |

### Glàndula pineal
Aquesta glàndula es troba en el cervell dels vertebrats i per mitjà de la secreció de la melatonina regula els ritmes circadiàris.

| Hormona secretada          | Cèl·lules que l'originen | Funció Principal                                                                                                |
| -------------------------- | ------------------------ | --- |
| Melatonina (Principalment) | Pinealocits              | Antioxidant Regula els cicles reproductius temporals i els cicles de somni; pot regular l'inici de la pubertat. |
| Dimetiltriptamina          |                          | S'especula un paper en els somnis i experiències místiques                                                      |

### Hipòfisi(pituïtària)
Aquesta glàndula del sistema nerviós central, també anomenada glàndula pituïtària, és a la base del crani, sota l'encèfal i està estretament relacionada amb l'hipotàlem per a regular la majoria de les funcions de l'organisme per mitjà d'hormones. En els éssers humans consta de dues parts o lòbuls, l'adenohipòfisi o lòbul anterior que secreta hormones sota el control de l'hipotàlem i la neurohipòfisi o lòbul posterior que només emmagatzema hormones. En alguns vertebrats hi ha un tercer lòbul central que secreta l'hormona estimuladora dels melanòcits.

#### Adenohipòfisi(hipòfisi anterior)
| Hormona secretada                              | Abreviatura | Cèl·lules secretores     | Efectes |
| ---------------------------------------------- | ----------- | ------------------------ | --- |
| Hormona del creixement (somatotropina)         | GH          | Somatotropes             | Estimula el creixement i la reproducció cel·lular Estimula l'alliberament del factor de creixement insulínic tipus 1 secretat pel fetge |
| Hormona estimulant de la tiroide (tirotropina) | TSH         | Tirotropes               | Estimula la síntesi de tiroxina (T4) i triiodotironina (T3) i alliberament des de la glàndula tiroide Estimula l'absorció de iode per part de la glàndula tiroide. |
| Hormona adrenocorticòtropa (corticotropina)    | ACTH        | Corticotropes            | Estimula la síntesi i alliberament de corticoesteroides (glucocorticoide i mineralocorticoides) i andrògens per part de la escorça suprarenal |
| Hormona fol·liculoestimulant                   | FSH         | Gonadotropes             | En femelles: Estimula la maduració dels fol·licles ovàrics En mascles: Estimula la maduració dels túbuls seminífers En mascles: Estimula l'espermatogènesi En mascles: Estimula la producció de proteïnes lligadors d'andrògens en les cèl·lules de Sertoli en els testicles |
| Hormona luteïnitzant                           | LH          | Gonadotropes             | En femelles: estimulen l'ovulació En femelles: Estimula la formació del cos luti En mascles: estimula la síntesi de testosterona per part de les cèl·lules de Leydig |
| Prolactina                                     | PRL         | Lactotropes i mamotropes | Estimula la síntesi d'alliberament de llet des de la glàndula mamària Intervé l'orgasme |

#### Neurohipòfisi(hipòfisi posterior)
| Hormona secretada                    | Abreviatura | Tipus de substància química | Funció principal |
| ------------------------------------ | ----------- | --------------------------- | --- |
| Oxitocina                            |             | Pèptid                      | En les dones estimula la contracció dels músculs uterins durant el part, la secreció de llet i conductes maternals. En els homes facilita l'ejaculació d'esperma.                       |
| Vasopressina (hormona antidiürètica) | ADH         | Pèptid                      | Incrementa la permeabilitat a l'aigua en el túbul contornejat distal i el conducte col·lector de la nefrona, promovent la reabsorció d'aigua en els ronyons i comprimeix les arterioles |

L'oxitocina i vasopressina són sintetitzades en l'hipotàlem, en la neurohipòfisis solament són emmagatzemades per a la seva secreció.

#### Hipòfisi mitjana(pars intermèdia)
| Hormona secretada                | Abreviatura | Cèl·lules que l'originen | Efectes                                                                            |
| -------------------------------- | ----------- | ------------------------ | ---------------------------------------------------------------------------------- |
| Hormona estimulant de melanòcits | MSH         | Melanotropes             | Estimula la síntesi i alliberament de melanina als melanòcits de la pell i el pèl, |

### Glàndula tiroide
És una glàndula dependent de la hipòfisi. Aquesta glàndula és al coll, sota el cartílag tiroide, i controla la rapidesa amb què crema l'energia, mitjançant la producció de les hormones tiroidals (triiodotironina, tiroxina, calcitonina) i regulant la sensibilitat del cos a altres hormones.
| Hormona secretada            | Abreviatura | Cèl·lules que l'originen           | Efectes |
| ---------------------------- | ----------- | ---------------------------------- | --- |
| Triiodotironina              | T3          | Cèl·lules epitelials de la tiroide | (Forma més potent de hormona tiroidal) Estimula el consum d'oxigen i energia, mitjançant l'increment del metabolisme basal Estimula el ARN polimerasa I i II, d'aquesta manera promovent la síntesi proteïca                                                         |
| Tiroxina (tetraiodotironina) | T4          | Cèl·lules epitelials de la tiroide | (Forma menys activa d'hormona tiroidal) (Actua com una prohormona per originar triiodotironina) Estimula el consum d'oxigen i energia, mitjançant l'increment del metabolisme basal Estimula l'ARN polimerasa I i II, d'aquesta manera promovent la síntesi proteïca |
| Calcitonina                  |             | Cèl·lules parafol·liculars         | Estimula els osteoblasts i la construcció òssia Inhibeix l'alliberament de Ca2+ de l'os, reduint d'aquesta forma el Ca2+ sanguini |

### Glàndula paratiroide
És una glàndula independent de la hipòfisi. Aquesta glàndula endocrina, que en els mamífers acostuma a tenir quatre elements que se situen sobre la part posterior de la glàndula tiroides, produeix l'hormona paratiroidal que actua com a reguladora de la concentració de calci a la sang i al líquid intersticial. També actua sobre els receptors acoblats a la proteïna G i sobre el monofosfat d'adenosina cíclic per estimular l'alliberament de calci dels osos i la reabsorció de calci als túbuls renals. A més actua sobre la vitamina D que incrementa l'absorció de calci als intestins.

### Sistema digestiu

#### Estómac
Aquest òrgan de l'aparell digestiu també sintetitza hormones que són alliberades a la sang, ho fan les cèl·lules endocrines situades a la capa de la mucosa. Les cèl·lules G, que es troben sobretot a la regió del càrdies, produeixen gastrina, l'hormona que estimula la secreció d'àcid clorhídric (Hcl) i les cèl·lules ECL histamina que estimula la producció d'àcids gàstrics. Les cèl·lules P/D1 de la mucosa produeixen grelina u hormona de la gana que estimula l'apetit; les cèl·lules EC produeixen serotonina i les cèl·lules D somatostatina.
| Hormona secretada        | Abreviatura | Cèl·lules secretores | Efectes |
| ------------------------ | ----------- | -------------------- | --- |
| Gastrina (principalment) |             | Cèl·lules G          | Secreció de àcid gàstric per les cèl·lules parietals |
| Ghrelina                 |             | Cèl·lules P/D1       | Estimula el apetit, la secreció de somatotropina de l'adenohipòfisis |
| Neuropèptid I            | NPY         |                      | Incrementa la ingesta d'aliments i disminueix l'activitat física |
| Somatostatina            |             | Cèl·lules delta      | Suprimeix l'alliberament de gastrina, colecistoquinina (CCK), secretina, motilina, pèptid intestinal vasoactiu (VIP), polipèptid intestinal gàstric (GIP), enteroglucagó. La baixa taxa de buidada gàstrica redueix les contraccions del múscul llis i flux sanguini dins de l'intestí |
| Histamina                |             | Cèl·lules ECL        | Estimula la secreció d'àcid gàstric |
| Endotelina               |             | Cèl·lules X          | Contracció del múscul llis estomacal |

#### Duodè
El duodè regula la velocitat de buidatge de l'estómac per mitjà de la secreció d'hormones. Les cèl·lules de l'epiteli duodenal alliberen secretina i colecistoquinina a la sang en resposta a estímuls d'àcids i greixos quan el pílor s'obre i allibera el quim gàstric al duodè per a la seva digestió. Això provoca que la vesícula biliar alliberi la bilis produïda pel fetge i que el pàncrees alliberi hidrogencarbonat i enzims digestius com tripsina, lipasa i amilasa en el duodè.
| Hormona secretada | Cèl·lules secretores | Efectes |
| ----------------- | -------------------- | --- |
| Secretina         | Cèl·lules S          | Secreció d'hidrogencarbonat des del fetge, pàncrees i les Glàndules de Brunner duodenals. Incrementa l'efecte de la colecistoquinina. Suspèn la producció de suc gàstric. |
| Colecistoquinina  | Cèl·lules I          | Alliberament d'enzims digestives des del pàncrees Alliberament de bilis des de la vesícula biliar Supressió de la gana                                                    |

#### Fetge
El fetge també produeix hormones com el factor de creixement tipus insulina 1 (IGF-1), una hormona polipèptida que té un paper important en el creixement infantil i que continua tenint efectes anabòlics en els adults, o la trombopoietina (TPO), una hormona glicoproteica que regula la producció de plaquetes a la medul·la òssia.
| Hormona secretada                                                | Abreviatura | Cèl·lules secretores | Efectes                                                                                            |
| ---------------------------------------------------------------- | ----------- | -------------------- | -------------------------------------------------------------------------------------------------- |
| Factor de creixement insulínic (o somatomedines) (principalment) | IGF         | Hepatòcits           | Efecte reguladors similars a la insulina que modulen el creixement cel·lular i creixement corporal |
| Angiotensinogen i angiotensina                                   |             | Hepatòcits           | Vasoconstricció Alliberament d'aldosterona des de l'escorça suprarenal dipsogen                    |
| Trombopoetina                                                    |             | Hepatòcits           | Estimula la producció de plaquetes per part dels megacariòcits                                     |

#### Pàncrees
És una glàndula independent de la hipòfisi. A més del seu paper en la digestió dels aliments, el pàncrees també fa funcions de glàndula endocrina secretant algunes hormones produïdes als illots de Langerhans, entre aquestes hi ha la insulina i el glucagó, que controlen els nivells de glucosa activant o inhibint diferents processos metabòlics. Un dèficit en la producció d'insulina comporta l'aparició de la malaltia de la diabetis.
| Hormona secretada        | Cèl·lules secretores | Efectes |
| ------------------------ | -------------------- | --- |
| Insulina (principalment) | Cèl·lules beta       | Captació de la glucosa sanguínia, glicogènesi i glicòlisis en el fetge i múscul Captació de lípids i síntesi de triglicèrids en adipòcits altres efectes anabòlics |
| Glucagó (Principalment)  | Cèl·lules alfa       | Glicogenolisis i gluconeogènesi en el fetge Incrementa els nivells sanguinis de glucosa                                                                            |
| Somatostatina            | Cèl·lules delta      | Inhibeix l'alliberament d'insulina Inhibeix l'alliberament de glucagó Suprimeix l'acció exocrina secretòria del pàncrees                                           |
| Polipèptid pancreàtic    | Cèl·lules PP         | Autorregula la funció secretora pancreàtica i els nivells de glicogen hepàtic.                                                                                     |

### Glàndula suprarenal
En aquestes unes glàndules endocrines, que en els mamífers tenen forma de triangle i es troben sobre els ronyons, es diferencien dues parts, el còrtex i la medul·la suprarenal. El còrtex és la part exterior que produeix hormones esteroides essencials per a la vida com els corticoides (els glucocorticoide controlen el metabolisme dels hidrats de carboni, els greixos i les proteïnes, un exemple és el cortisol; els mineralocorticoides com l'aldosterona tenen un paper en el manteniment de l'equilibri de l'aigua i dels nivells de sals minerals). El còrtex també produeix hormones que intervenen en el control dels caràcters sexuals secundaris de manera complementària a les produïdes per les gònades. La medul·la suprarenal es troba embolcallada pel còrtex i produeix principalment adrenalina, que desencadena la resposta del cos a situacions de perill o por, i també noradrenalina.

#### Escorça adrenal
| Hormona secretada                               | Cèl·lules secretores                                 | Efectes |
| ----------------------------------------------- | ---------------------------------------------------- | --- |
| Glucocorticoides (Principalment cortisol)       | Cèl·lules de la zona fasciculada i la zona reticular | Estimula la gluconeogènesi Estimula la degradació d'àcids grassos en el teixit adipós Inhibeix la síntesi proteïca Inhibeix la captació de glucosa en el teixit muscular i adipós Inhibeix la resposta immunològica (immunosupressor) Inhibeix la resposta inflamatòria (antiinflamatori) |
| Mineralocorticoides (Principalment aldosterona) | Cèl·lula de la zona glomerular                       | Estimula la reabsorció activa de sodi en els ronyons Estimula la reabsorció passiva d'aigua en els ronyons, incrementant el volum sanguini i la pressió arterial Estimula la secreció de potassi i H+ en la nefrona del ronyó i l'excreció subseqüent                                     |
| Andrògens (inclou DHEA i testosterona)          | Cèl·lules de la zona fasciculada i la zona reticular | En mascles: efectes reduïts en comparació dels andrògens testiculars En femelles: efecte masculinitzant (per exemple. excessiu borrissol facial) i producció d'hormones sexuals després de la menopausa                                                                                   |

#### Medul·la suprarenal
| Hormona secretada                       | Cèl·lules secretores | Efectes |
| --------------------------------------- | -------------------- | --- |
| Adrenalina (epinefrina) (Principalment) | Cèl·lules cromafines | Resposta de lluita o fugida: - Increment del subministrament de oxigen i glucosa al cervell i músculs (mitjançant l'increment de la freqüència cardíaca i el cabal cardíac, vasodilatació, augment en la catàlisis de glicogen en l'hígador, degradació de lípids en els cèl·lules grasses) - Dilatació de les pupil·las - Supressió de processos fisiològics no prioritaris (per exemple la digestió) - Disminució de la resposta immunitària |
| Noradrenalina (norepinefrina)           | Cèl·lules cromafines | Resposta de lluita o fugida: - Increment del subministrament de oxigen i glucosa al cervell i músculs (mitjançant l'increment de la freqüència cardíaca i increment de la pressió arterial, degradació de lípids en els cèl·lules grasses) - Posada a punt del múscul esquelètic. |
| Dopamina                                | Cèl·lules cromafines | Incrementa la freqüència cardíaca i la pressió sanguínia |
| Encefalina                              | Cèl·lules cromafines | Regula la resposta al dolor |

### Sistema reproductiu

#### Testicles
És una glàndula dependent de la hipòfisi. A més de produir espermatozous, els testicles també produeixen androgens, hormones sexuals masculines, principalment produeixen testosterona a les cèl·lules de Leydig, que entre altres coses és la responsable dels caràcters sexuals secundaris masculins i de l'espermatogènesi sota el control de l'hormona luteïnitzant que produeix l'adenohipòfisi.
| Hormona secretada                       | Cèl·lules secretores | Efectes |
| --------------------------------------- | -------------------- | --- |
| Andrògens (primordialment testosterona) | Cèl·lules de Leydig  | Anabòlic: increment de massa muscular i força, augment de la densitat òssia Caràcters masculins: maduració de òrgans sexuals, formació del escrot, creixement de la laringe, aparició de la barba i borrissol axil·lar. |
| Estradiol                               | Cèl·lules de Sertoli | Prevé l'apoptosi de cèl·lules germinals |
| Inhibina                                | Cèl·lules de Sertoli | Inhibeix la producció de l'FSH |

#### Fol·licle ovàric/Cos luti
És una glàndula dependent de la hipòfisi. A més de produir òvuls, els ovaris també produeixen hormones femenines, als fol·licles de Graaf es produeixen estrogens, com l'estradiol o l'estrona, que són els responsables dels caràcters sexuals secundaris femenins; i al cos luti es produeix progestagens com la progesterona, involucrada en el cicle menstrual, l'embaràs i l'embriogènesi, o la inhibina, amb un paper fonamental a la menstruació.
| Hormona secretada                   | Cèl·lules secretores                            | Efectes |
| ----------------------------------- | ----------------------------------------------- | --- |
| Progesterona                        | Cèl·lules de la granulosa, cèl·lules de la teca | Mantenen l'embaràs: - Indueix l'etapa secretora en l'endometri - Fa el moc cervical permeable al semen - Inhibeix la resposta immunitària, ex., cap a l'embrió - Disminueix la contractilitat del múscul llis - Inhibeix la lactància - Inhibeix l'inici del treball de part. Altres: - Incrementa els nivells de Factor de creixement epidèrmic-1 - Incrementa la temperatura basal durant l'ovulació - Redueix els espasmes i relaxa el múscul llis Antiinflamatori - Redueix l'activitat de la vesícula biliar - Controla la coagulació i el to vascular, els nivells de zinc i coure, els nivells d'oxigen cel·lular i l'ús de les reserves de greix per a generació d'energia - Assistència de la funció tiroidal i el creixement ossi per mitjà dels osteoblasts - Incrementa la resiliència en els ossos, dents, genives, articulacions, tendons, lligaments, i la pell - Promou la cicatrització mitjançant la regulació del col·lagen - Intervé en la funció neural i cicatrització mitjançant la regulació de la mielina - Prevé el càncer d'endometri mitjançant la regulació de l'efecte dels estrògens     |
| Androstenediona                     | Cèl·lules de la teca                            | Substrat per a la producció d'estrògens |
| Estrògens (principalment estradiol) | Cèl·lules de la granulosa                       | Estructural: - Promou l'aparició dels caràcters sexuals femenins - Accelera la taxa de creixement - Accelera el metabolisme - Redueix la massa muscular - Estimula la proliferació de l'endometri - Incrementa el creixement uterí - Manté els vasos sanguinis i la pell - Redueix la reabsorció òssia, incrementant la formació d'os Síntesi de proteïnas: - Incrementa la producció hepàtica de proteïnes lligant Coagulació: - Incrementa els nivells circulants dels factors II, VII, IX, X, antitrombina III, plasminogen - Incrementa l'adherència plaqueta - Incrementa els nivells de HDL i triglicèrids - Disminueix els nivells de LDL Balanç de fluids: - Regula els nivells de sodi i la retenció d'aigua - Incrementa els nivells de somatotropina - Incrementa el cortisol i SHBG Tracte gastrointestinal - Redueix la motilidad intestinal - Incrementa el colesterol en la bilis Melanina: - Incrementa la feomelanina, redueix la eumelanina Càncer: - Incrementa el creixement de càncers de si sensibles a estrògens Funció pulmonar: - Regula la funció pulmonar mitjançant el manteniment alvèols. |
| Inhibina                            | Cèl·lules de la granulosa                       | Inhibeix la producció de FSH des de la adenohipòfisi |

#### Placenta
| Hormona secretada                 | Abreviatura | Cèl·lules que secreten | Efectes |
| --------------------------------- | ----------- | ---------------------- | --- |
| Progesterona (principalment)      |             |                        | Manté el embaràs: - Inhibeix la resposta immunitària cap al fetus. - Disminueix la contractilidad del múscul llis - Inhibeix la lactància - Impedeix l'inici del treball de part. - Suporta la producció de mineralocorticoides i glucocorticoides per part del fetus. Un altre efecte sobre la mare similar a la progesterona produïda pel fol·licle ovàric |
| Estrogens (principalment Estriol) |             |                        | Efecte sobre la mare similar a la progesterona produïda pel fol·licle ovàric |
| Gonadotropina coriònica humana    | HCG         | Sincitiotrofoblast     | Promou el manteniment de la funció del cos luti a l'inici de l'embaràs - Inhibeix la resposta immunitària cap al embrió. |
| Lactogen placentari humà          | HPL         | Sincitiotrofoblast     | Incrementa la producció d'insulina i IGF-1 Incrementa la resistència a la insulina i intolerància als carbohidrats |
| Inhibina                          |             | Trofoblast             | Suprimeix la FSH |

#### Úter(durant l'embaràs)
| Hormona secretada | Abreviatura | Cèl·lules que secretan | Efectes                                     |
| ----------------- | ----------- | ---------------------- | ------------------------------------------- |
| Prolactina        | PRL         | Cèl·lules deciduales   | Producció de llet en les glàndules mamàries |
| Relaxina          |             | Cèl·lules deciduales   | No és clara la funció                       |

### Regulació del calci

#### Paratiroide
| Hormona secretada                   | Abreviatura | Cèl·lules que secreten                 | Efectes |
| ----------------------------------- | ----------- | -------------------------------------- | --- |
| Hormona paratiroidal o parathormona | PTH         | Cèl·lules principals de la paratiroide | Calci: - Estimula l'alliberament de Ca2+ des de l'os, augmentant els nivells sanguinis de Ca2+ - Estimula la reabsorció òssia per part dels osteoclasts - Estimula la reabsorció de Ca2+ en el ronyó - Estimula la producció de vitamina D activada en el ronyó Fosfat: - Estimula l'alliberament des de l'os de PO3-₄, incrementant d'aquesta forma els nivells sanguinis de PO3-₄ - Inhibeix la reabsorció renal de PO3-₄, excretant-se més PO3-₄ |

#### Pell
| Hormona secretada                   | Cèl·lules secretores | Efectes                                    |
| ----------------------------------- | -------------------- | ------------------------------------------ |
| Calcifediol (25-hidroxivitamina D₃) |                      | Forma inactiva de vitamina D₃ (calcitriol) |

### Altres

#### Cor
El cor produeix el pèptid natriurètic atrial, una hormona polipeptídica que manté l'equilibri homeostàtic de l'aigua, sodi, potassi i greixos alliberant-se en resposta a una pressió sanguínia alta; el miocardi també es produeix el pèptid natriurètic cerebral que té l'efecte contrari.
| Hormona secretada            | Abreviatura | Cèl·lula secretora | Efectes |
| ---------------------------- | ----------- | ------------------ | --- |
| Pèptid natriurètic auricular | ANP         | Miocitos           | Redueix la pressió arterial per mitjà de la disminució de la resistència vascular perifèrica, redueix el contingut d'aigua intravascular, sodi i lípids      |
| Pèptid natriurètic cerebral  | BNP         | Miocits            | (És menys potent que ANP) Redueix la pressió arterial reduint també la resistència vascular perifèrica. També redueix l'aigua, sodi i lípids intracel·lulars |

#### Medul·la òssia
| Hormona secretada | Cèl·lula secretora | Efectes                                          |
| ----------------- | ------------------ | ------------------------------------------------ |
| Trombopoetina     | Fetge i Ronyó      | Estimula els megacariòcits per produir plaquetes |

#### Teixit adipós
| Hormona secretada                 | Cèl·lula secretora | Efectes                                             |
| --------------------------------- | ------------------ | --------------------------------------------------- |
| Leptina (principalment)           | Adipòcits          | Disminució de l'apetit i increment del metabolisme. |
| Estrogens (principalment estrona) | Adipòcits          |                                                     |

#### Tim
Aquesta glàndula endocrina, present en els vertebrats i que en els humans és al mediastí, darrere de l'estèrnum, la seva mida és màxima en els lactants i es va reduint amb l'edat fins a arribar a quasi desaparèixer en els adults. La seva funció relacionada amb el sistema immunitari no va començar a ser coneguda fins a mitjans del segle xx i està relacionada amb la secreció de timosina.

## Hormones
Les hormones són substàncies segregades per cèl·lules especialitzades, localitzades en glàndules de secreció interna o glàndules endocrines, o també per cèl·lules epitelials i intersticials amb la finalitat d'afectar la funció d'altres cèl·lules. Hi ha hormones animals i hormones vegetals, com l'auxina, àcid abscisses, citoquinina, giberelina i l'etilè.
Són transportades per via sanguínia o per l'espai intersticial, biodisponibles o associades a certes proteïnes, que estenen la seva vida mitjana al protegir de la degradació, i fan el seu efecte en determinats òrgans o teixits diana (o blanc) a distància d'on es van sintetitzar, sobre la mateixa cèl·lula que la sintetitza (acció autocrina) o sobre cèl·lules contigües (acció paracrina) intervenint en la comunicació cel·lular. Existeixen hormones naturals i hormones sintètiques. Unes i altres s'utilitzen com a medicaments en certs trastorns, en general, encara que no únicament, quan és necessari compensar la seva falta o augmentar els seus nivells si són menors del normal.
Les hormones pertanyen al grup dels missatgers químics, que inclou també als neurotransmissors. A vegades és difícil classificar un missatger químic com hormona o neurotransmissor. Tots els organismes multicel·lulars produeixen hormones, incloent les plantes (fitohormones). Les hormones més estudiades en animals (i humans) són les produïdes per les glàndules endocrines, però també són produïdes per gairebé tots els òrgans humans i animals.
Una determinada hormona només actua sobre un tipus específic de cèl·lules, que són aquelles que a la seva membrana plasmàtica tenen els receptors adequats per a aquella hormona. En unir-se l'hormona als receptors de la membrana de la cèl·lula es provoca una reacció al citoplasma que habitualment consisteix en el desencadenament del procés de producció d'alguna substància destinada a activar alguna funció.
L'especialitat mèdica que s'encarrega de l'estudi de les malalties relacionades amb les hormones és l'endocrinologia.

### Tipus d'hormones
Segons la seva naturalesa química, es reconeixen dos grans tipus d'hormones:
- Hormones peptídiques. Són derivats d'aminoàcids (com les hormones tiroidals), o bé oligopeptids (com la vasopressina) o polipèptids (com l'hormona del creixement). En general, aquest tipus d'hormones no poden travessar la membrana plasmàtica de la cèl·lula diana, per la qual cosa els receptors per aquestes hormones es troben en la superfície cel·lular. Les hormones tiroidals són una excepció, ja que s'uneixen a receptors específics que es troben en el nucli cel·lular.

- Hormones lipídiques. Són esteroides (com la testosterona) o eicosanoides (com les prostaglandines). Donat el seu caràcter lipòfiles, travessen sense problemes la bicapa lipídica de les membranes cel·lulars i els seus receptors específics es troben a l'interior de la cèl·lula diana.

### Mecanismes d'acció hormonal
Les hormones tenen la característica d'actuar sobre les cèl·lules diana, que han de disposar d'una sèrie de receptors específics.
1. Actuen sobre el metabolisme.
2. S'alliberen a l'espai extra cel·lular.
3. Viatgen a través de la sang.
4. Afecten teixits que es poden trobar lluny del punt d'origen de l'hormona.
5. El seu efecte és directament proporcional a la seva concentració.
6. Independentment de la seva concentració, requereixen adequada funcionalitat del receptor, per exercir el seu efecte.
7. Regulen el funcionament del cos.

Els principals efectes es poden concretar en:
- Estimulant: promou activitat en un teixit. Ex: la prolactina o la guesina.
- Inhibitori: disminueix activitat en un teixit. Ex: somatostatina.
- Antagonista: quan un parell d'hormones tenen efectes oposats entre si. Ex: insulina i glucagó.
- Sinergistes: quan dues hormones en conjunt tenen un efecte més potent que quan es troben separades. Ex: hGH i T3/T4
- Tròpic: aquesta és una hormona que altera el metabolisme d'un altre teixit endocrí. Ex: les gonadotropines, que serveixen de missatgers químics.

Hi ha dos tipus de receptors cel·lulars:
- Receptors de membrana. Els utilitzen les hormones peptídiques. Les hormones peptídiques (primer missatger) es fixa a un receptor proteic que hi ha a la membrana de la cèl·lula, i estimula l'activitat d'una altra proteïna (unitat catalítica), que fa passar l'ATP (intracel·lular) a AMP (segon missatger), que juntament amb el calci intracel·lular, activa l'enzim proteïnaquinasa (responsable de produir la fosforilació de les proteïnes de la cèl·lula, que produeix una acció biològica determinada). Aquesta és la teoria o hipòtesi del segon missatger o de Sutherland.
- Receptors intracel·lulars. Els utilitzen les hormones esteroidees. L'hormona travessa la membrana de la cèl·lula diana per difusió. Un cop dins del citoplasma, penetra fins i tot en el nucli de la cèl·lula, on es fixa l'ADN i fa que se sintetitzi ARNm, que indueix a la síntesi de noves proteïnes, que es traduiran en una resposta fisiològica.

### Principals hormones
Les glàndules endocrines produeixen i secreten diversos tipus químics d'hormones:
1. Esteroidees: solubles en lípids, es difonen fàcilment cap a dins de la cèl·lula diana. S'uneix a un receptor dins de la cèl·lula i viatja cap a algun gen de l'ADN nuclear al que estimula la seva transcripció. En el plasma, el 95% d'aquestes hormones viatgen acoblades a transportadors proteics plasmàtics.
2. No esteroide: derivades d'aminoàcids. S'adhereixen a un receptor a la membrana, a la part externa de la cèl·lula. El receptor té en la seva part interna de la cèl·lula un lloc actiu que inicia una cascada de reaccions que indueixen canvis en la cèl·lula. L'hormona actua com un primer missatger i els bioquímics produïts, que indueixen els canvis en la cèl·lula, són els segons missatgers.
3. Amines: aminoàcids modificats. Ex: adrenalina, noradrenalina.
4. Pèptids: cadenes curtes d'aminoàcids, per ex: OT, ADH. Són hidrosolubles amb la capacitat de circular lliurement en el plasma sanguini (per la qual cosa són ràpidament degradades: vida mitjana <15 min). Interaccionen amb receptors de membrana activant d'aquesta manera segons missatgers intracel·lulars.
5. Proteiques: proteïnes complexes. Ex: GH, PcH
6. Glucoproteïnes: ex: FSH, LH

| Glàndula endocrina                                                                   | Hormona                                                               | Teixit diana                                            | Accions principals |
| ------------------------------------------------------------------------------------ | --------------------------------------------------------------------- | ------------------------------------------------------- | --- |
| Hipotàlem (producció) Lòbul posterior de la hipòfisi (emmagatzematge i alliberament) | Oxitocina                                                             | Úter                                                    | Estimula les contraccions |
| Hipotàlem (producció) Lòbul posterior de la hipòfisi (emmagatzematge i alliberament) | Oxitocina                                                             | Glàndules mamàries                                      | Estimula l'expulsió de llet cap els conductes |
| Hipotàlem (producció) Lòbul posterior de la hipòfisi (emmagatzematge i alliberament) | Hormona antidiürètica (vasopressina)                                  | ronyons (conductes col·lectors)                         | Estimula la reabsorció d'aigua; conserva aigua |
| Hipotàlem (producció) Lòbul anterior de la hipòfisi                                  | Hormona del creixement (GH)                                           | General                                                 | Estimula el creixement en promoure la síntesi de proteïnes |
| Hipotàlem (producció) Lòbul anterior de la hipòfisi                                  | Prolactina                                                            | Glàndules mamàries                                      | Estimula la producció de llet |
| Hipotàlem (producció) Lòbul anterior de la hipòfisi                                  | Hormona estimulant de la tiroide (TSH)                                | Tiroide                                                 | Estimula la secreció d'hormones tiroidals; estimula l'augment de la mida de la glàndula tiroide. |
| Hipotàlem (producció) Lòbul anterior de la hipòfisi                                  | Hormona adrenocorticotròpica (ACTH)                                   | Escorça suprarenal                                      | Estimula la secreció d'hormones corticosuprarenals |
| Hipotàlem (producció) Lòbul anterior de la hipòfisi                                  | Hormones gonadotròpiques (fol·liculoestimulant, FSH; luteinizant, LH) | gònades                                                 | Estimula el funcionament i creixement gonadals |
| Tiroide                                                                              | Tiroxina (T₄) i triiodotironina (T₃)                                  | General                                                 | Estimulen el metabolisme; essencial per al creixement i desenvolupament normals |
| Tiroide                                                                              | Calcitonina                                                           | Os                                                      | Redueix la concentració sanguínia de calci inhibint la degradació òssia per osteoclasts |
| Glàndules paratiroides                                                               | Hormona paratiroidal                                                  | Os, ronyons, tub digestiu                               | Incrementa la concentració sanguínia de calci estimulant la degradació òssia; estimula la reabsorció de calci pels ronyons; activa la vitamina D                                                                |
| Illots de Langerhans del pàncrees                                                    | Insulina                                                              | General                                                 | Redueix la concentració sanguínia de glucosa facilitant la captació i la utilització d'aquesta per les cèl·lules; estimula la glucogènesi; estimula l'emmagatzematge de greix i la síntesi de proteïna.         |
| Illots de Langerhans del pàncrees                                                    | Glucagó                                                               | Fetge, teixit adipós                                    | Augmenta la concentració sanguínia de glucosa estimulant la glucogenòlisi i la gluconeogènesi; mobilitza el greix.                                                                                              |
| Medul·la suprarenal                                                                  | Adrenalina i noradrenalina                                            | Múscul, miocardi, vasos sanguinis, fetge, teixit adipós | Ajuda a l'organisme a afrontar l'estrès; incrementa la freqüència cardíaca, la pressió arterial, la taxa metabòlica; desvia el rec sanguini; mobilitza greix; eleva la concentració sanguínia de sucre.         |
| Escorça suprarenal                                                                   | Mineralocorticoides (aldosterona)                                     | Túbuls renals                                           | Manté l'equilibri de sodi i fosfat. |
| Escorça suprarenal                                                                   | Glucocorticoides (cortisol)                                           | General                                                 | Ajuda l'organisme a adapatar-se a l'estrès a llarg termini; eleva la concentració sanguínia de glucosa; mobilitza greix.                                                                                        |
| Glàndula pineal                                                                      | Melatonina                                                            | Gònades, cèl·lules pigmentàries, altres teixits         | Influeix en els processos reproductius en cricets i altres animals; pigmentació en alguns vertebrats; pot controlar bioritmes en alguns animals; pot ajudar a controlar l'inici de la pubertat en l'ésser humà. |
| Ovari                                                                                | Estrogens (estradiol)                                                 | General; úter                                           | Desenvolupament i manteniment de caràcters sexuals femenins, estimula el creixement del revestiment uterí. |
| Ovari                                                                                | Progesterona                                                          | Úter; mama                                              | Estimula el desenvolupament del revestiment uterí. |
| Testicles                                                                            | Testosterona                                                          | General; estructures reproductives                      | Desenvolupament i manteniment de caràcters sexuals masculins; promou l'espermatogènesi; creixement en l'adolescència                                                                                            |
| Testicles                                                                            | Inhibina                                                              | Lòbul anterior de la hipòfisi                           | Inhibeix l'alliberament de FSH |

## Malalties endocrines

Anys potencials de vida perduts a causa dels trastorns endocrins per 100.000 habitants el 2002.
sense dades
menys de 80
80-160
160-240
240-320
320-400
400-480
480-560
560-640
640-720
720-800
800-1000
més de 1000

La disciplina de la medicina que estudia i tracta les malalties del sistema endocrí és l'endocrinologia. Les malalties endocrines són habituals, en són exemples comuns la diabetis mellitus, el goll o l'obesitat causada per trastorns hormonals. Les malalties endocrines es poden caracteritzar per un trastorn de l'alliberament d'hormones (com en el cas de l'adenoma d'hipòfisi conegut com a síndrome de Cushing que provoca una producció desproporcionada de corticotropina), una resposta inadequada a la comunicació (com en el cas de l'hipotiroïdisme), la manca d'una glàndula, o el creixement descontrolat d'una glàndula (com en el cas del goll que és el creixement la glàndula tiroide.
En termes generals, els trastorns endocrins es poden subdividir en tres grups:
1. Hiposecreció de les glàndules endocrines (que condueix al dèficit d'hormona)
2. Hipersecreció de les glàndules endocrines (que condueix a un excés d'hormona)
3. Tumors (benignes o malignes) de les glàndules endocrines

El funcionament per sota del normal de les glàndules endocrines pot ocórrer com a resultat de la pèrdua de reserves, d'hiposecreció, d'agènesi, d'atròfia o de danys destructius. El funcionament per sobre del normal pot ocórrer com a resultat de la hipersecreció, de canvis per hiperplàsia o per neoplàsia o a causa de la hiperestimulació.
Els trastorns endocrins són sovint molt complexos, i inclouen un quadre mixt d'hiposecreció i d'hipersecreció a causa dels mecanismes de retroalimentació que es produeixen en el sistema endocrí. Per exemple, la majoria de les formes d'hipertiroïdisme estan associades amb un excés de l'hormona tiroidal i un baix nivell d'hormona estimulant de latiroide.
Els trastorns originats en el sistema endocrí poden deure's a una hiper (excessiva) o hipo (insuficient) secreció d'hormones degut a les següents causes:
- Insuficiència suprarenal: la glàndula suprarenal allibera molt poca quantitat d'hormona cortisol i aldosterona. Els símptomes inclouen malestar, fatiga, deshidratació i alteracions en la pell.
- Malaltia de Cushing: l'excessiva producció d'hormona pituïtària provoca hiperactivitat en la glàndula suprarenal.
- Gigantisme (acromegàlia): si la hipòfisi produeix massa hormona del creixement, els ossos i les diferents parts del cos poden créixer de forma desmesurada. Si els nivells de l'hormona del creixement són massa baixos, un nen pot deixar de créixer.
- Hipertiroïdisme: la glàndula tiroide produeix massa hormona tiroidal i això provoca pèrdua de pes, ritme cardíac accelerat, sudoració i nerviosisme.
- Hipotiroïdisme: la glàndula tiroide no produeix suficient hormona tiroidal i això ocasiona fatiga, restrenyiment, pell seca i depressió.
- Hipopituïtarisme: la glàndula pituïtària allibera poques hormones. Les dones amb aquesta afecció poden deixar de tenir la menstruació.
- Neoplàsia endocrina múltiple I i II (MEN I i MEN II): són malalties genètiques poc comunes que poden causar tumors en les glàndules paratiroide, suprarenals i tiroides.
- Síndrome d'ovari poliquístic (SOP): la sobreproducció d'andrògens interfereix amb el desenvolupament dels òvuls i pot causar infertilitat.
- Pubertat precoç: es produeix quan les glàndules alliberen hormones sexuals massa ràpid.
- Diabetis: és un conjunt de trastorns metabòlics que afecta a diferents òrgans i teixits, dura tota la vida i es caracteritza per un augment dels nivells de glucosa en la sang: hiperglucèmia. La causen diversos trastorns, sent el principal la baixa producció de l'hormona insulina, secretada pel pàncrees.

## Altes animals
Un sistema neuroendocrí s'ha observat en tots els animals amb un sistema nerviós i tots els vertebrats tenen un eix hipotàlem-hipofisari. Tots els vertebrats tenen una tiroide, que en el cas dels amfibis també és crucial per a la transformació de les larves a la seva forma adulta. Tots els vertebrats tenen teixit de la glàndula suprarenal, amb mamífers com els únics que ho tenen organitzat en capes. Tots els vertebrats tenen alguna forma d'eix renina-angiotensina, i tots els tetràpodes tenen aldosterona com a mineralocorticoide primàri.